# Мернептах
Мернептах Баенра е древноегипетски фараон, управлявал приблизително в периода 1213/2 г. пр.н.е.-1203/2/1 г. пр.н.е.. Представител е на Деветнадесета династия на Древен Египет в периода на Новото царство.
Мернептах е роден в Хелиопол. Той е четвърти син на царица Иситнофрет и тринадесети син на Рамзес II. До около 40-ата година от управлението на баща му (ок.1239 г. пр.н.е.) Меренптах е един от малко известните принцове. В началото е носел скромната титла „царски писар“, но постепенно става главнокомандващ, а след като по-големите му братя умират е назначен за наследник на престола. Това става на 55-ата година от управлението на Рамзес, който по това време е вече 80-годишен старец. Към момента на смъртта на Рамзес II, наследника му Мернептах е вече на около 60 – 70 годишен. Безусловно, тази част от живота на Мернептах, която преминава при управлението на баща му е доста по-дълга от неговото собствено царуване.
На петата година от възкачването на Мернептах египтяните водят отбранителни войни срещу либийците и т.нар. Морски народи които застрашават Делтата от север. Потушава въстания в Палестина и Нубия. Оказва известна помощ на хетите срещу инванзията на морските народи в Мала Азия.